# 1981年至1982年斯诺克职业选手世界排名
1981/1982赛季斯诺克职业选手世界排名前32位的选手如下：
| 名次 | 选手                                 | 国籍     |
| ---- | ------------------------------------ | -------- |
| 1    | 克里夫·桑本（Cliff Thorburn）        | 加拿大   |
| 2    | 史蒂夫·戴维斯（Steve Davis）         | 英格兰   |
| 3    | 特里·格里菲斯（Terry Griffiths）     | 威尔士   |
| 4    | 雷·里尔顿（Ray Reardon）             | 威尔士   |
| 5    | 丹尼斯·泰勒（Dennis Taylor）         | 北爱尔兰 |
| 6    | 道格·蒙特乔（Doug Mountjoy）         | 威尔士   |
| 7    | 戴维·泰勒（David Taylor）            | 英格兰   |
| 8    | 埃迪·查尔顿（Eddie Charlton）        | 澳大利亚 |
| 9    | 比尔·温本纽克（Bill Werbeniuk）      | 加拿大   |
| 10   | 亚历克斯·希金斯（Alex Higgins）      | 北爱尔兰 |
| 11   | 柯克·史蒂文斯（Kirk Stevens）        | 加拿大   |
| 12   | 佛雷德·戴维斯（Fred Davis）          | 英格兰   |
| 13   | 约翰·维尔戈（John Virgo）            | 英格兰   |
| 14   | 约翰·斯宾塞（John Spencer）          | 英格兰   |
| 15   | 佩里埃·曼斯（Perrie Manst）          | 南非     |
| 16   | 格雷厄姆·迈尔斯（Graham Miles）      | 英格兰   |
| 17   | 吉姆·韦差（Jim Wych）                | 加拿大   |
| 18   | 托尼·米奥（Tony Meo）                | 英格兰   |
| 19   | 雷·埃德蒙兹（Ray Edmonds）           | 英格兰   |
| 20   | 托尼·诺斯（Tony Knowles）            | 英格兰   |
| 21   | 吉米·怀特（Jimmy White）             | 英格兰   |
| 22   | 威利·索恩（Willie Thorne）           | 英格兰   |
| 23   | 克里夫·威尔逊（Cliff Wilson）        | 威尔士   |
| 24   | 戴夫·马丁（Dave Martin）             | 英格兰   |
| 25   | 约翰·邓宁（John Dunning）            | 英格兰   |
| 26   | 吉姆·麦道克劳夫特（Jim Meadowcroft） | 英格兰   |
| 27   | 帕齐·费根（Patsy Fagan）             | 爱尔兰   |
| 28   | 雷克斯·威廉姆斯（Rex Williams）      | 英格兰   |
| 29   | 迈克·哈雷特（Mike Hallett）          | 英格兰   |
| 30   | 埃迪·辛克莱（Eddie Sinclair）        | 苏格兰   |
| 31   | 戴维·格里夫斯（David Greaves）       | 英格兰   |
| 32   | 约翰·普尔曼（John Pulman）           | 英格兰   |